# بوث (ویرجینیای غربی)
بوث (به انگلیسی: Booth) یک منطقهٔ مسکونی در ایالات متحده آمریکا است که در شهرستان مونونگالیا، ویرجینیای غربی واقع شده‌است. بوث ۳۱۰٫۹ متر بالاتر از سطح دریا واقع شده‌است.